# Município de Washington (condado de Henry, Ohio)
O município de Washington (em inglês: Washington Township) é um município localizado no condado de Henry no estado estadounidense de Ohio. No ano de 2010 tinha uma população de 1.912 habitantes e uma densidade populacional de 24,96 pessoas por km².

## Geografia
O município de Washington encontra-se localizado nas coordenadas 41° 27′ 03″ N, 83° 56′ 54″ O. Segundo a Departamento do Censo dos Estados Unidos, o município tem uma superfície total de 76.61 km², da qual 74,67 km² correspondem a terra firme e (2,53 %) 1,94 km² é água.

## Demografia
Segundo o censo de 2010, tinha 1.912 habitantes residindo no município de Washington. A densidade populacional era de 24,96 hab./km². Dos 1.912 habitantes, o município de Washington estava composto pelo 97,54 % brancos, o 0,52 % eram afroamericanos, o 0,37 % eram amerindios, o 0,58 % eram asiáticos, o 0,63 % eram de outras raças e o 0,37 % eram de uma mistura de raças. Do total da população o 2,2 % eram hispanos ou latinos de qualquer raça.